# Die Unendlichkeit
Die Unendlichkeit ist das zwölfte Studioalbum der deutschen Indie-Rock-Band Tocotronic, das am 26. Januar 2018 bei Vertigo Records erschienen ist. Es folgte auf das Album Tocotronic und beinhaltet zwölf Songs, die sich nach biographischen Szenen des Sängers Dirk von Lowtzow chronologisch ordnen. Die Idee für die sehr persönliche Ausrichtung des Albums kam dabei von den Bandmitgliedern und dem Produzenten Moses Schneider. Laut Bassist Jan Müller habe man aber darauf geachtet, darin „nicht distanzlos, belästigend oder gar pornographisch zu sein“.
Inhaltlich beziehen sich die Songs auf Erlebnisse Dirk von Lowtzows während seiner Kindheit und Jugend im Schwarzwald und im Freiburg der 80er und 90er Jahre, seinen Umzug nach Hamburg 1993 und die spätere Zeit in Berlin bis heute.

## Hintergrund
Das Album wurde am 10. November 2017 mit der ersten Single Hey Du angekündigt. Am 15. Dezember 2017 folgte die Veröffentlichung des Liedes Die Unendlichkeit, das allerdings nur als Stream oder Download erhältlich war. Als zweite Single wurde am 12. Januar 2018 Electric Guitar ausgekoppelt.
Auf den Titeln Unwiederbringlich, Mein Morgen und Alles was ich immer wollte war alles sind als Gastmusiker Lukas Lauermann am Cello und Paul Schreier an der Klarinette zu hören.
Veröffentlicht wurde die Platte als Download, als CD und als Doppel-LP. Die Unendlichkeit war Album der Woche beim Internetradiosender ByteFM.

## Covergestaltung
Das Cover zeigt eine schwarz-weiße Szene des Universums mit unterschiedlich groß leuchtenden Sternen.

## Titelliste
1. Die Unendlichkeit – 5:30
2. Tapfer und grausam – 3:43
3. Electric Guitar – 4:05
4. Hey Du – 2:02
5. Ich lebe in einem wilden Wirbel – 2:42
6. 1993 – 2:45
7. Unwiederbringlich – 4:16
8. Bis uns das Licht vertreibt – 4:10
9. Ausgerechnet du hast mich gerettet – 3:18
10. Ich würd’s dir sagen – 3:28
11. Mein Morgen – 5:54
12. Alles was ich immer wollte war alles – 3:41[5]